# Bindura
Bindura – miasto w Zimbabwe, w prowincji Mashonaland Centralny. Według danych ze spisu ludności w 2012 roku liczyło 43 675 mieszkańców.